# Ombre rosse (album)
Ombre rosse è un album del 1991 della cantante italiana Teresa De Sio.
La canzone Colomba è stata scritta, per la musica, da Tullio Ferro.

## Tracce
1. Ombre rosse – 5:40
2. Song' 'e tre – 3:49
3. Colomba – 3:34
4. Rosa B. (1910 Un amore) – 3:05
5. Più di così no – 3:52
6. Bello mio – 4:20
7. Cantiamo tutti la stessa canzone – 4:23
8. Ya mektoub snin (Il mio destino) – 4:33
9. Benedicimi – 3:48
10. Pugni in tasca – 3:48
11. Fino a dimane – 4:05

## Formazione
- Teresa De Sio - voce, cori
- Marco Rinalduzzi - chitarra acustica, chitarra classica, chitarra elettrica, tastiera
- Omar Hakim - batteria
- Vittorio Cosma - pianoforte, cori, tastiera
- Mauro Pagani - percussioni, cori, liuto
- Ernesto Vitolo - pianoforte
- Naco - percussioni
- Paolo Costa - basso
- Franco Giacoia - chitarra acustica, chitarra elettrica, chitarra a 12 corde
- Lasaad Hosni - percussioni
- Scott Ambush - basso
- Kamel Ben Jeddau - percussioni
- Beppe Gemelli - batteria
- Anouar Brahem - liuto
- Ambrogio Sparagna - organetto
- Vincent Thoma, Maria Grazia Fontana, Marco D'Angelo, Lilla Costarelli - cori